# Xu Li
Xu Li (n. 17 decembrie 1989, Dangshan County⁠(d), Anhui, Republica Populară Chineză) este o luptătoare ce a reprezentat Republica Populară Chineză, medaliată olimpică. A participat la o ediție a Jocurilor Olimpice (2008) în care a câștigat o medalie de argint.

## Participări
Lista de mai jos prezintă principalele competiții la care a participat Xu Li de-a lungul carierei.
- wrestling at the 2008 Summer Olympics – women's freestyle 55 kg[*]